# Cheero Point
Cheero Point är en del av en befolkad plats i Australien. Den ligger i kommunen Gosford Shire och delstaten New South Wales, i den sydöstra delen av landet, omkring 39 kilometer norr om delstatshuvudstaden Sydney.
Närmaste större samhälle är Umina, omkring 11 kilometer öster om Cheero Point. 
I omgivningarna runt Cheero Point växer i huvudsak städsegrön lövskog. Genomsnittlig årsnederbörd är 1 380 millimeter. Den regnigaste månaden är februari, med i genomsnitt 200 mm nederbörd, och den torraste är juli, med 36 mm nederbörd.